# Carl-Erik Holmberg
Pour les articles homonymes, voir Holmberg.
Ne doit pas être confondu avec Erik Holmberg.
Carl-Erik Holmberg (né le 17 juillet 1906 à Göteborg et mort le 5 juin 1991) est un joueur de football suédois.

## Biographie
Avec son club de l'Örgryte IS, avec lequel il joue de 1924 à 1939, il remporte deux championnats suédois en 1926 et en 1928 et termine deuxième en 1932, en étant à chaque fois le meilleur buteur du championnat avec respectivement 29, 27 et 29 buts. Fer de lance d'Örgryte IS avec Sven Rydell durant l'entre-deux-guerres, Carl-Erik Holmberg est le meilleur buteur de l'histoire du club avec 193 buts.
On sait peu de choses sur lui sauf qu'il est international avec l'équipe de Suède à la coupe du monde 1934 en Italie, où son pays atteint les quarts de finale.